# 茶臼山 高原の美術館
茶臼山 高原の美術館（ちゃうすやま こうげんのびじゅつかん）は、愛知県北設楽郡豊根村にある美術館。

## 概要
2002年（平成14年）4月27日、天竜奥三河国定公園内の茶臼山高原に開館。写真家の前田真三が奥三河で撮影した写真を常設展示しており、年2・3回の企画展示も行われている。また、一部スペースはフリーのギャラリーとして一般にも提供されている。
このほか、美術館を運営する財団法人茶臼山高原協会が主催し、館長が案内人を務める四季折々のフォトハイキングなどのイベントも開催している。

## 利用案内
- 開館時間 : 4月・11月 9:00 - 16:00、5月 - 10月 9:00 - 16:30
- 入館料 : 一般 300円、小・中学生 100円
- 休館日 : 水・木曜日、12月 - 3月（特別開館日あり）

## 交通アクセス
- 東名高速道路 名古屋ICより約76km。
- 東名高速道路 豊川ICより約74km。